# Paidiscura
Paidiscura är ett släkte av spindlar som beskrevs av Archer 1950. Paidiscura ingår i familjen klotspindlar.
Kladogram enligt Catalogue of Life och Dyntaxa:
| Paidiscura | \| \| Paidiscura dromedaria \| \| \| \| \| \| Paidiscura orotavensis \| \| \| \| \| \| dvärgklotspindel \| \| \| \| \| \| Paidiscura subpallens \| \| \| \| |
|            | \| \| Paidiscura dromedaria \| \| \| \| \| \| Paidiscura orotavensis \| \| \| \| \| \| dvärgklotspindel \| \| \| \| \| \| Paidiscura subpallens \| \| \| \| |
|            | Paidiscura dromedaria |
|            | |
|            | Paidiscura orotavensis |
|            | |
|            | dvärgklotspindel |
|            | |
|            | Paidiscura subpallens |
|            | |